# Dème d'Antíparos
Pour l’article homonyme, voir Antiparos.
Le dème d'Antíparos est un dème de Grèce dans le district régional de Paros dans la périphérie d'Égée-Méridionale. Il regroupe les îles d'Antiparos, Fira, Diplo, Tsimintiri, Despotikó et Stroggili.